# Bresca
Bresca es un pequeño pueblo del municipio de Bajo Pallars, en la comarca leridana de Pallars Sobirá. Está situado en lo alto de una colina en el margen izquierdo del río Noguera Pallaresa, cerca de la confluencia con este del río Mayor. Bresca es el primer pueblo al que se tiene acceso por la carretera de Baén desde el desvío de la  N-260 . Desde sus alturas se puede contemplar una magnífica vista del valle de Gerri de la Sal.

## Castillo de Bresca
Los restos del castillo de Bresca se hallan situados en lo alto de un peñasco (Rocastell, 816'78 m) dominando la población. La cima es plana (12 x 8'5 m) y alrededor de ella aún se puede apreciar algún trozo de muralla (120 cm de grosor).
La primera referencia histórica del castillo data del año 940, cuando el conde Isarn I y su hermano Guillem donaron el lugar de Bresca al cenobio de Gerri. Tanto el castillo como la iglesia de Sant Miquel figuran en la bula del papa Alejandro III en 1164 confirmando las posesiones de dicho monasterio. Durante el siglo XIV el castillo sufrió los avatares del conflicto jurisdiccional que hubo entre el abad de Gerri y el conde de Pallars. En 1519 aún es nombrado como una buena fortaleza.

## Sant Miquel de Bresca
Iglesia muy rústica de pequeñas dimensiones (7'16 x 3'84 m de planta). Es de una sola nave y se encuentra en el mismo pueblo. Es sufragánea de Sant Feliu de Gerri.

## Bresca en el Madoz
El pueblo de Bresca aparece citado en el Diccionario geográfico-estadístico-histórico de España y sus posesiones de Ultramar, obra de Pascual Madoz. Por su gran interés documental e histórico, se transcribe a continuación dicho artículo sin abreviaturas y respetando la grafía original.

BRESCA: aldea dependiente de Gerri, en la provincia de Lérida (25½ horas), partido judicial de Sort (3¼), audiencia territorial y capitania general de Cataluña (Barcelona 46), diócesis de Urgel (16), abadiato de Gerri: SITUADA en una altura rodeada de otras mas elevadas, y combatida por los vientos de norte y este: el CLIMA, aunque generalmente frio, es bastante saludable; pues solo se padecen algunas inflamaciones y apoplegías. Tiene 10 CASAS y una ermita titulada de San Miguel, aneja de la iglesia parroquial de Gerri, cuyo párroco la sirve. Confina el TÉRMINO con Gerri, Sarroca, Sosis y Coscastell: cruza por él á ¼ de hora de la poblacion, un torrente llamado Romeyo, que nace en la montaña llamada de Cuberas, y va á desembocar al Noguera Pallaresa: las aguas de éste además de fertilizar una pequeña parte de su terreno, se aprovechan para dar impulso a 2 molinos harineros: manan también algunas fuentes naturales de aguas fuertes. El TERRENO, de mediana calidad, es generalmente montuoso. Los CAMINOS de herradura y en mal estado, conducen á los pueblos circunvecinos; de uno de los cuales (Gerri), recibe la CORRESPONDENCIA. PRODUCTOS trigo, centeno, abundantes patatas, poca uva y muy escasa fruta: se cría ganado de varias especies; pero el preferido es el vacuno; hay caza de perdices y conejos, y pesca de esquisitas truchas en el torrente mencionado: INDUSTRIA: 2 molinos harineros que cada día decaen, y esportacion de alguna cantidad de ganado. COMERCIO: importación de vino y aceite, y venta del ganado vacuno y lanar. POBLACION, RIQUEZA  y CONTRIBUCION con Gerri. (Véase)